# Biathlon na Zimowych Światowych Wojskowych Igrzyskach Sportowych 2010
Biathlon na 1. Zimowych Światowych Wojskowych Igrzyskach Sportowych – jedna z zimowych dyscyplin sportowych rozegranych w dniu 22 marca 2010 podczas igrzysk wojskowych w miejscowości Brusson położonej w regionie Dolina Aosty we Włoszech. Reprezentacja Polski zwyciężyła w klasyfikacji medalowej, zdobyła 2 złote medale.

## Harmonogram
| Marzec 2010 | 20 So | 21 Ni | 22 Po | 23 Wt | 24 Śr | 25 Cz |
| ----------- | ----- | ----- | ----- | ----- | ----- | ----- |
| Biathlon    |       |       | 4     |       |       |       |

Legenda
|  | Eliminacje |  | Finał (ilość) |

## Konkurencje
Podczas zimowych igrzysk wojskowych zawodnicy i zawodniczki rywalizowali w 4 konkurencjach w biegu sprinterskim, indywidualnie i drużynowo kobiet i mężczyzn. Kobiety rywalizowały (indywidualnie i drużynowo) w biegu narciarskim na dystansie 7,5 km ze strzelaniem w dwóch pozycjach: leżącej oraz w pozycji stojącej. Dystans biegu sprinterskiego u mężczyzn wynosił 10 km.

## Medaliści

### Kobiety
| Konkurencja                          | Złoto                                                                        | Srebro                                                           | Brąz                                                                                  |
| Konkurencja                          | Drużyna/Zawodniczka                                                          | Drużyna/Zawodniczka                                              | Drużyna/Zawodniczka                                                                   |
| biathlon – sprint 7,5 km             | Polska · Krystyna Pałka                                                      | Chiny · Wang Chunli                                              | Włochy · Roberta Fiandino                                                             |
| biathlon – sprint 7,5 km (drużynowo) | Polska · Krystyna Pałka · Magdalena Gwizdoń · Paulina Bobak · Karolina Pitoń | Chiny · Wang Chunli · Song Chaoqing · Liu Yuanyuan · Liu Xanying | Norwegia · Anne Ingstadbjørg · Kari Henneseid Eie · Jori Mørkve · Liv-Kjersti Bergman |

### Mężczyźni
| Konkurencja                         | Złoto                                                           | Srebro                                                               | Brąz                                                       |
| Konkurencja                         | Drużyna/Zawodnik                                                | Drużyna/Zawodnik                                                     | Drużyna/Zawodnik                                           |
| biathlon – sprint 10 km             | Norwegia · Hans Martin Gjedrem                                  | Estonia · Roland Lessing                                             | Włochy · Christian Martinelli                              |
| biathlon – sprint 10 km (drużynowo) | Włochy · Christian Martinelli · Mattia Cola · Markus Windisch · | Norwegia · Hans Martin Gjedrem · Ronny Hafsås · Henrik L’Abée-Lund · | Finlandia · Paavo Puurunen · Timo Antila · Mika Kalyunen · |

## Klasyfikacja medalowa
* Gospodarz zawodów został zaznaczony tym kolorem.
| Miejsce           | Reprezentacja     | Złoto | Srebro | Brąz | Razem |
| ----------------- | ----------------- | ----- | ------ | ---- | ----- |
| 1                 | Polska            | 2     | 0      | 0    | 2     |
| 2                 | Norwegia          | 1     | 1      | 1    | 3     |
| 3                 | Włochy *          | 1     | 0      | 2    | 3     |
| 4                 | Chiny             | 0     | 2      | 0    | 2     |
| 5                 | Estonia           | 0     | 1      | 0    | 1     |
| 6                 | Finlandia         | 0     | 0      | 1    | 1     |
| Ogółem (6 państw) | Ogółem (6 państw) | 4     | 4      | 4    | 12    |